# Dicranopygium sanctae-martae
Dicranopygium sanctae-martae är en enhjärtbladig växtart som beskrevs av Gunnar Wilhelm Harling. Dicranopygium sanctae-martae ingår i släktet Dicranopygium och familjen Cyclanthaceae. Inga underarter finns listade.